# جون ليزلي كينغ
جون ليزلي كينغ (بالإنجليزية: John Leslie King)‏ هو عالم حاسوب أمريكي، ولد في 22 أغسطس 1951.